# Raymond Chrétien
Pour les articles homonymes, voir Chrétien (homonymie).
Raymond Chrétien, né le 20 mai 1942 à Shawinigan, est un avocat et un diplomate canadien.

## Biographie
Ayant étudié au séminaire de Joliette et à l'Université Laval, il est admis au barreau du Québec en 1966, puis fait son entrée à l'ONU en août 1967. Il est ambassadeur du Canada au Mexique (1985-1988), en Belgique (1991-1994), aux États-Unis (1994-2000) et en France (2000-2003). Il est aussi le neveu du premier ministre Jean Chrétien, ce qui lui a donné le patronage nécessaire pour faire carrière dans la diplomatie canadienne. Il est membre honoraire du Conseil d'orientation du Centre d'études et de recherches internationales de l'Université de Montréal (Cérium) à Montréal.
Il est membre de Bilderberg. En 2007, il appuie le projet de parlement nord-américain.
En novembre 2006, il est l'organisateur du World Health Executive Forum à Saint-Sauveur.

## Décorations
- Compagnon de l'ordre du Canada Il est fait compagnon le 28 décembre 2019[3]